# ماوبيها
ماوبيها (بالإنجليزية: Maupihaa)‏ والمعروفة أحياناً بماوبيليا هي أتول أو جزيرة مرجانية في جزر ليوارد التابعة لجزر المجتمع والتي تتبع بولينيزيا الفرنسية ، تجمع ما وراء البحار الواقع في المحيط الهادئ والتابع رسمياً لفرنسا.

## الجغرافيا
ماوبيها هي جزيرة مرجانية تقريبا يبلغ طولها 8 كيلومترات، وتحتوي على بحيرة يصل عمقها إلى 40 مترا وتحيط بها الشعاب المرجانية المغمورة من ثلاثة جوانب.

## الإدارة
هذه الجزيرة المرجانية تتبع إدارياً بلدية ماوبيتي التابعة لجزر ليوارد التابعة بدورها لبولينيزيا الفرنسية.
حالياً تم تصنيف جزيرة ماوبيها المرجانية كجزيرة غير مأهولة بالسكان دائماً.

## وصلات خارجية
- قائمة الجزر المرجانية بالفرنسية